# Александр Гальдеман
Александр Лукас Гальдеман (нім. Alexandre Lucas Haldemann; нар. 8 березня 1995, Мерен, Швейцарія) — швейцарський плавець. Виступав на літніх Олімпійських іграх 2016 року за національну збірну Швейцарії на дистанції 200 метрів вільним стилем серед чоловіків.